# Circunscrições eclesiásticas católicas da Grã-Bretanha
A Grã-Bretanha, constituída pela Inglaterra, Escócia e pelo País de Gales, conta com a Conferência Episcopal da Inglaterra e do País de Gales composta por 22 dioceses e a Conferência Episcopal da Escócia composta por 8 dioceses.
Com a Reforma Inglesa, o catolicismo foi ilegalizado trazendo o fim das dioceses católicas na Grã-Bretanha. Do séc. XVII até ao séc. XIX, foram criados vicariatos apostólicos que passaram a dioceses com a bula Universalis Ecclesiae do Papa Pio IX em 1850.

## Conferência Episcopal da Inglaterra e do País de Gales

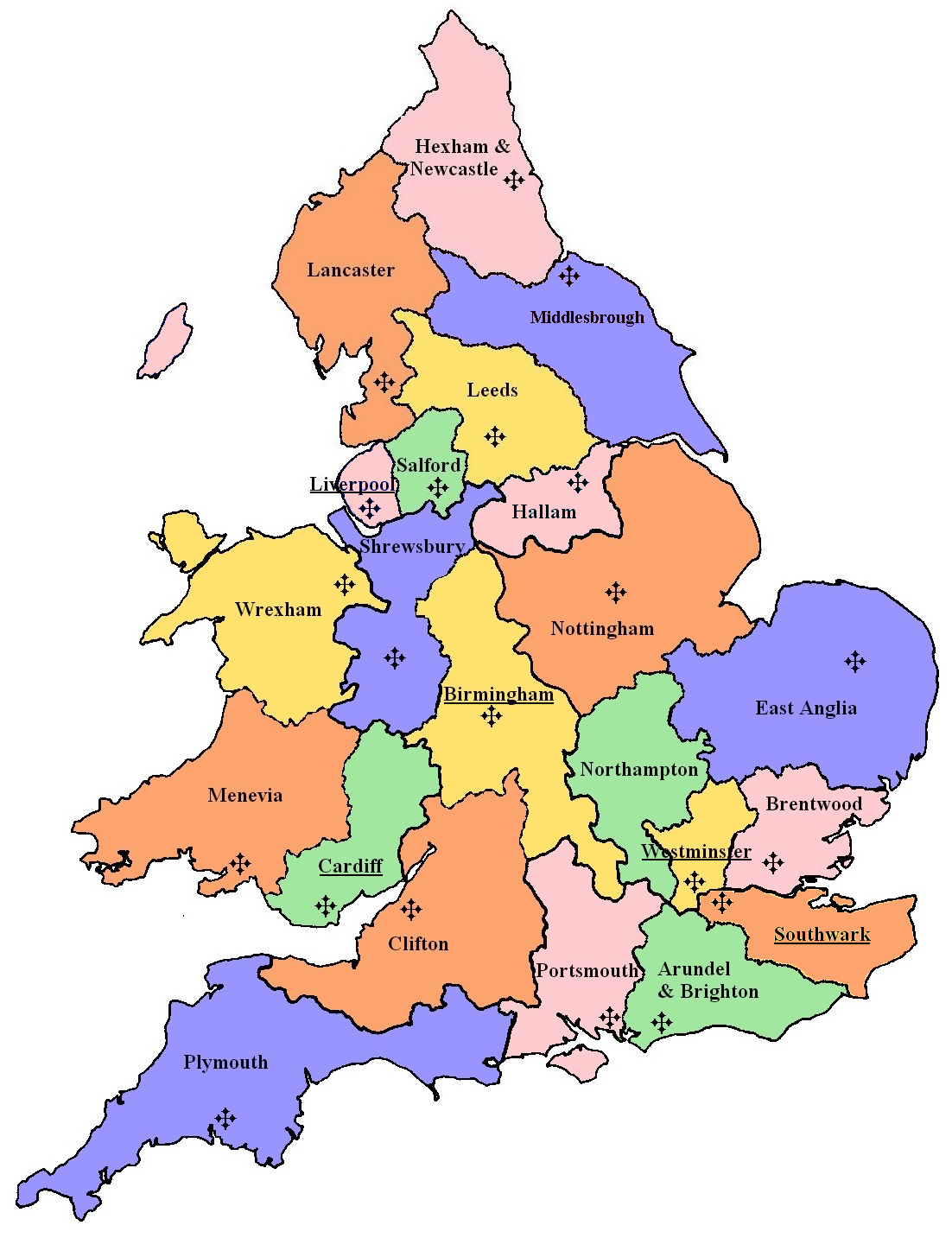
Dioceses católicas da Inglaterra e do País de Gales

## Conferência Episcopal da Inglaterra e do País de Gales[3][4]

### Província Eclesiástica de Birmingham
- Arquidiocese Metropolitana de Birmingham
  - Diocese de Clifton
  - Diocese de Shrewsbury

## Conferência Episcopal da Escócia

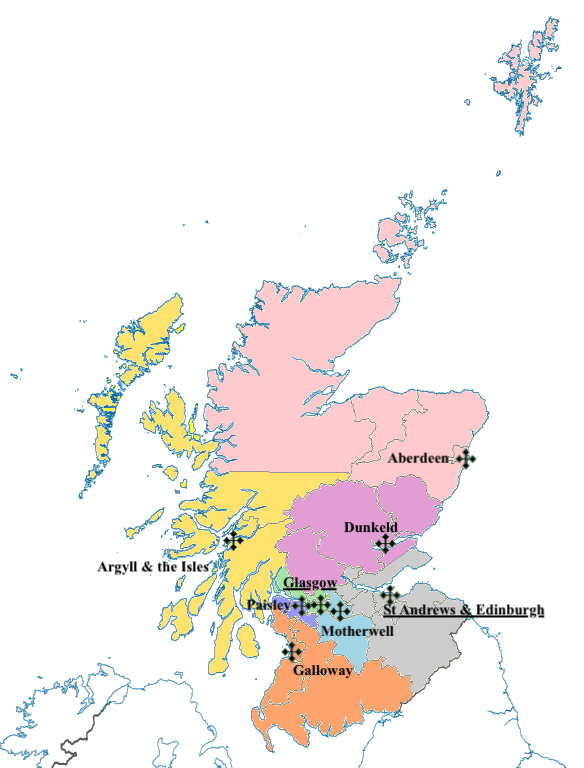
Dioceses católicas da Escócia

### Província Eclesiástica de Cardiff-Menevia
- Arquidiocese Metropolitana de Cardiff-Menevia
  - Diocese de Wrexham

### Província Eclesiástica de Liverpool
- Arquidiocese Metropolitana de Liverpool
  - Diocese de Hallam
  - Diocese de Hexham and Newcastle
  - Diocese de Lancaster
  - Diocese de Leeds
  - Diocese de Middlesbrough
  - Diocese de Salford

### Província Eclesiástica de Southwark
- Arquidiocese Metropolitana de Southwark
  - Diocese de Arundel and Brighton
  - Diocese de Plymouth
  - Diocese de Portsmouth (inclui as Ilhas do Canal)

### Província Eclesiástica de Westminster
- Arquidiocese Metropolitana de Westminster
  - Diocese de Brentwood
  - Diocese da Ânglia Oriental
  - Diocese de Northampton
  - Diocese de Nottingham

## Conferência Episcopal da Escócia[5]

### Província Eclesiástica de Glasgow
- Arquidiocese Metropolitana de Glasgow
  - Diocese de Motherwell
  - Diocese de Paisley

### Província Eclesiástica de Santo André e Edimburgo
- Arquidiocese Metropolitana de Santo André e Edimburgo
  - Diocese de Aberdeen
  - Diocese de Argyll and The Isles
  - Diocese de Dunkeld
  - Diocese de Galloway

## Jurisdição Sui Iuris

### Rito Latino
- Ordinariato Castrense

### Rito Anglicano
- Ordinariato Pessoal Nossa Senhora de Walsingham

### Rito Siro-Malabar
- Diocese Siro-Malabar de Grã Bretanha

### Rito Bizantino
- Diocese Ucraniana de Sagrada Família de Londres